# قبر بهلول لودي
قبر بهلول لودي هو مبنى يقع في دلهي، في الهند، ويُزعم أنه قبر سلطان سلطنة دلهي ومؤسس سلالة لودي، بهلول خان لودي (حكم. 1451 - 1489م). يقع القبر في مستوطنة تاريخية، في تشيراج دلهي، تقع داخل أسوار مدينة الجهابانة (التي بناها التغالقة). يُعد هذا القبر أحد أفضل الأمثلة التي توضح تطور عمارة لودي. بناه إسكندر خان، ابن وخليفة بهلول خان لودي بعد وفاة والده في تموز 1489 م إن تحديد المبنى في شيراج دلهي على أنه قبر بهلول أمر متنازع عليه بين المؤرخين، حيث يقترح البعض أن شيش غامباد في حدائق لودي هو موقع قبر بهلول لودي.

## العمارة
بُني القبر من ركام الحجارة. ويُتوج السقف بخمس قباب، القباب المركزية مضلعة. تعلوها قبة من الحجر الرملي الأحمر محاطة بجدار عريض من الحجر الجيري: إن الموقع قد جُدد كثيرًا في أوقات مختلفة. يوجد كأس من الذهب معلق فوق القبر، كما هو الحال في مسجد الخضري في نظام الدين. في الزاوية الشمالية الغربية من الساحة توجد قاعة اجتماعات جميلة. تنبع الأعمدة المركزية من أربعة أعمدة حجرية متجانسة، وهي ميزة معمارية فريدة من نوعها في تلك الفترة. تتكون كل واجهة من واجهاتها الأربع من ثلاثة أقواس مدعومة بأعمدة من الحجر الرملي الأحمر، كما أن أركانها مزينة بميداليات. كما زُينَت الأقواس أيضًا بنقوش محفورة في الجص.
وفي مقدمتها على الجانب الجنوبي يوجد قبر محاط بشاشة مثقوبة جميلة جدًا من الحجر الرملي الأحمر، والتي تتناقض بشكل سعيد مع الظل الأخضر فوقه. إن الشكل المُثمّن الذي يَبْرز بين المباني الضيقة المكونة من ثلاثة طوابق هو نموذجي لعمارة لودي، على الرغم من أن القباب الخمس غير عادية بالنظر إلى هندسة تلك الفترة.

## الموقع

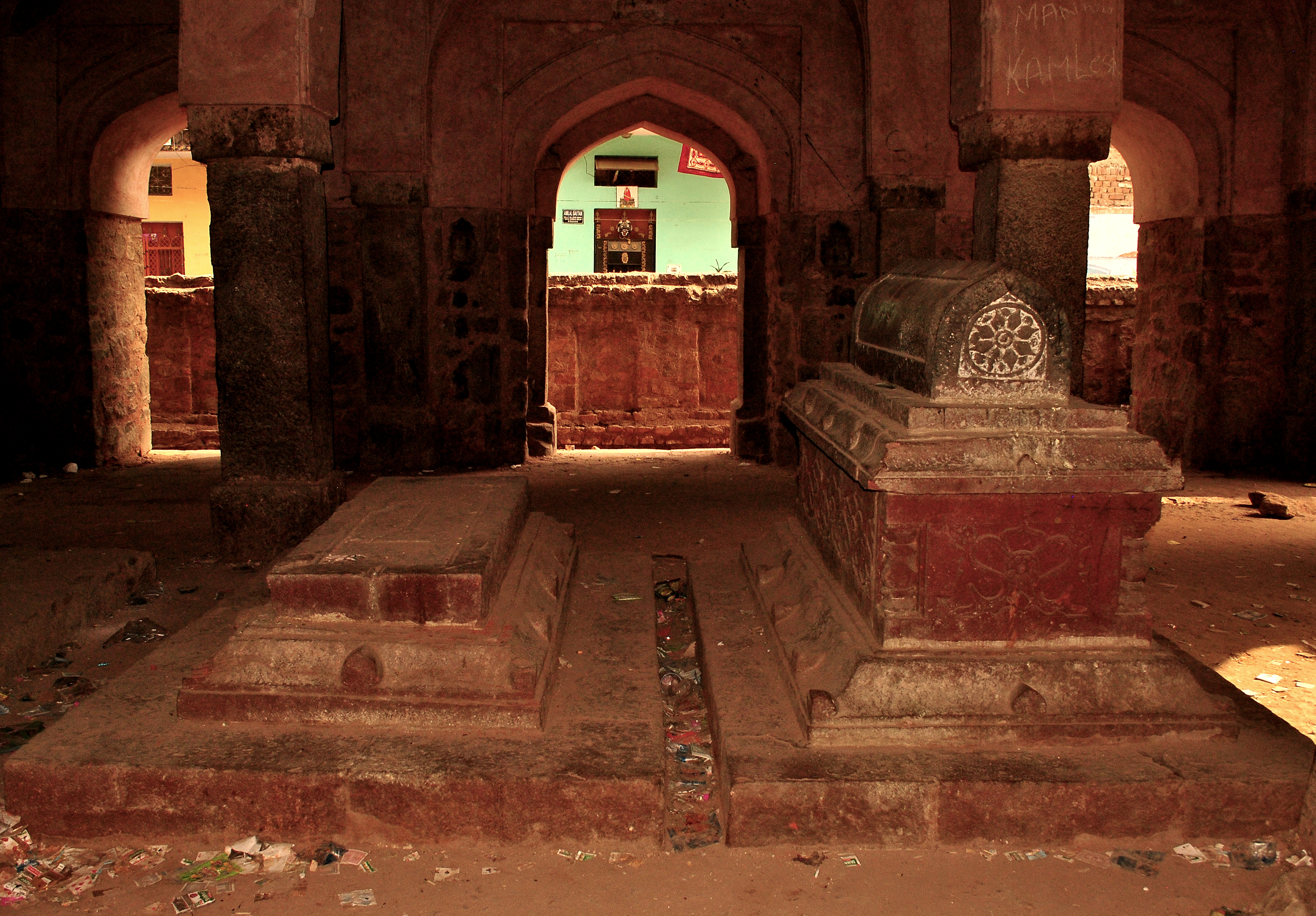
القبور داخل قبر بهلول لودهي

يقع النصب التذكاري في أزقة مدينة جيراج دلهي الحالية، خلف ضريح ناصر الدين محمود، تلميذ الولي نظام الدين جشتي، المعروف عادة باسم جيراج دلهي، حيث أراد السلطان أن يُدفن.
ويوجد حوالي اثني عشر قبرًا منتشرة في العراء؛ ويقع قبر بهلول لودي بجوار قبرين آخرين داخل الساحة. وهو عبارة عن بناء بسيط مثمن الشكل، به ثلاثة فتحات مقوسة على جميع الجوانب، يعكس بوضوح سلوك الملك المتواضع، ويحمل نقوشًا من القرآن الكريم. لا يحتوي البناء على الكثير من المواد الزخرفية أو الأحجار الكريمة الثقيلة، فقط يحتوي على بعض الآيات القرآنية المنقوشة على الجدران المقوسة.

## الإدارة
يقع القبر تحت حماية هيئة المسح الأثري الهندية (ASI)، وأُصلح ورُمم في عام 2005 م. وبحسب تقرير المسح، كان الموقع تحت طبقة من الأرض كان لا بد من حفرها. وبالرجوع إلى الصور الأرشيفية، حُفظ القبر وأُعيد بناء الأجزاء المفقودة. وبما أن الموقع الأصلي قد تُعدِّيَ عليها وغُيرَت حدوده، فقد بُني جدار جديد ومدخل إلى القبر وسُلم الموقع إلى هيئة المسح للحفظ والصيانة.

## طالع أيضًا
- قبر إبراهيم لودهي[الإنجليزية]
- قبر إسكندر لودي[الإنجليزية]
- بهلول لودي
- سلطنة دلهي
- حدائق لودي[الإنجليزية]
- قائمة المعالم ذات الأهمية الوطنية في دلهي[الإنجليزية]